# فورفرتس
فورڤرتس (بالألمانية: Vorwärts) وتعني «إلى الأمام»، هي صحيفة ألمانية تأسست في 1876 تحت شعار الصحيفة الرسمية للديمقراطية الاشتراكية في ألمانيا، في الزمن الحالي تتبع الصحيفة الحزب الديمقراطي الاجتماعي الألماني.

## التاريخ

### التأسيس والمعارضة
العدد الأول من الصحيفة صدر في لايبزج لتكون الصحيفة الرسمية لحزب العمال الاشتراكيين الألماني في 1 أكتوبر 1976 وحلت محل صحيفتين كانتا تنشران قبل هذا التاريخ وهما دير فولكسشتات وصحيفة نوير سوشيال ديموكرات. وصدرت الصحيفة تحت عنوان الصحيفة الرسمية للديمقراطية الاجتماعية في ألمانيا، وتولى إدارتها فلهلم ليبكنخت وفلهلم هازنكليفر، صدرت الجريدة 3 مرات في الأسبوع.
من 3 يناير 1877 إلى يوليو 1878 نُشرت في الصحيفة عدة مقالات لفريدريك إنجلز، جمعت هذه المقالات لاحقًا في المنشور المعروف باسم ضد دورنج، وهو واحد من أشهر أعمال الماركسية وأكثرها وضوحًا.
على أثر قوانين مناهضة الاشتراكية، كان على الصحيفة وقف عملها ابتداءً من 26 أكتوبر 1878، لكنها عادت للصدور بصفة غير قانونية في زيورخ تحت اسم دير زوتسيال ديموكرات.
في 1 يناير 1891، وبعد رفع العمل بقوانين مناهضة الاشتراكية، عادت الصحيفة للصدور في برلين تحت اسم فورفرتس - برلينر تسايتونج، الصحيفة الرسمية للحزب الديمقراطي الاشتراكي في ألمانيا، وهو الاسم الجديد للحزب الذي كان يعرف باسم حزب العمال الاشتراكي حتى عام 1890. وكان مدير التحرير فيلهلم ليبكنخت الذي ظل في هذا المنصب حتى وفاته في 1900. في هذا الوقت كان الصحيفة صحيفة يومية.
في 1895، نشرت الصحيفة رسالة من أدولف شتويكر موجهة إلى فلهلم يواخيم فون هامرشتاين، مدير تحرير صحيفة نويه برويسشه تزايتونج. هدف النشر كان الإضرار بحكم أوتو فون بسمارك. ادعت الصحيفة في 1905 أن رجل الأعمال فريدريك ألفرد كروب مثلي الجنس، وذلك بهدف انتقاد الفقرة 175 من القانون الجنائي الألماني في ذلك الوقت، والتي حظرت الجنس المثلي. هذا العمل جلب نقدًا حادًا على رئيس التحرير كورت أيزنر، حتى من صفوف حزبه.
من 1900، كان كورت أيزنر مدير التحرير خلفًا لفلهلم ليبكنخت إلى أن اختلف هو وعدد من المحررين الآخرين مع الخط العام للحزب في نزاع المراجعات الفكرية وتركوا الصحيفة على أثر ذلك.
في أكتوبر 1902، انتقل طاقم التحرير ودار النشر إلى مبنى شارع ليندن 3، حيث ظل المقر الرئيسي للصحيفة حتى 1933.

## استشهادات
1. 1 2 3  مذكور في: بوابة الرقم الدولي الموحد للدوريات. الرَّقم التَّسلسليُّ المِعياريُّ الدَّوليُّ (ISSN): 0042-8949. الناشر: ISSN International Centre. لغة العمل أو لغة الاسم: الإنجليزية.
2. ↑  Franz Osterroth، Dieter Schuster: Chronik der deutschen Sozialdemokratie. J. H. W. Dietz Nachf., Hannover 1963, S. 50. fes.de (2., neu bearb. und erw. Aufl. 1975) نسخة محفوظة 2020-09-12 على موقع واي باك مشين.
3. ↑  Friedrich Engels: Herrn Eugen Dühring’s Umwälzung der Wissenschaft. نسخة محفوظة 2020-09-12 على موقع واي باك مشين.
4. ↑  Theo Stammen، Gisela Riescher, Wilhelm Hofmann (Hrsg.): Hauptwerke der politischen Theorie (= Kröners Taschenausgabe. Band 379). Kröner, Stuttgart 1997, ISBN 3-520-37901-5, S. 137–140.
5. ↑  Hermann Schueler: Trotz alledem. Der Vorwärts – Chronist des anderen Deutschland. Berlin 2006, S. 263 f.: „Die Skandalwellen erschütterten das Reich. Der Kaiser raste, denn Krupp spielte eine Hauptrolle in seinen Flottenplänen […] Mehring warf dem Zentralorgan vor, der Vorwärts habe durch seine ‚blöden Sensationen‘ à la Krupp und Kaiserinsel ‚die Partei aufs äußerste bloßgestellt‘.“
6. ↑  Franz Osterroth, Dieter Schuster: Chronik der deutschen Sozialdemokratie. J. H. W. Dietz Nachf., Hannover 1963, S. 103.